# Doble Sucre Potosi GP Cemento Fancesa
Le Doble Sucre Potosi GP Cemento Fancesa est une course cycliste par étapes bolivienne. Créé en 2000, il fait partie de l'UCI America Tour de 2005 à 2010, en catégorie 2.2.

## Palmarès
| Année | Vainqueur         | Deuxième           | Troisième             |
| ----- | ----------------- | ------------------ | --------------------- |
| 2000  | Raul Escobar      |                    |                       |
| 2001  | Alfredo Reinoso   |                    |                       |
| 2003  | Álvaro Sierra     | Juan Diego Ramírez | Oved Ramírez          |
| 2004  | Javier Zapata     | Élder Herrera      | Alexis Rojas          |
| 2005  | Álvaro Sierra     | Jairo Hernández    | Juan Cotumba          |
| 2006  | Alejandro Ramírez | Álvaro Sierra      | Javier Zapata         |
| 2007  | Óscar Soliz       | Freddy Piamonte    | Álvaro Sierra         |
| 2008  | Byron Guamá       | Gregorio Ladino    | Ramiro Calpa          |
| 2009  | Ferney Bello (de) | Gregorio Ladino    | Víctor Niño           |
| 2010  | Óscar Soliz       | Libardo Niño       | Luis Fernando Camargo |